# Ассоциация зимних Олимпийских международных федераций
Ассоциация зимних Олимпийских международных федераций (АЗОМФ; англ. Association of International Olympic Winter Sports Federations, AIOWF) — некоммерческая ассоциация международных спортивных федераций зимних видов спорта, признанных Международным олимпийским комитетом и которые участвуют в зимних Олимпийских играх. Создана в 1982 году. Штаб-квартира находится в Оберхофен-ам-Тунерзее (Швейцария).
Президентом АЗОМФ является итальянец Иво Ферриани, президент Международной федерации бобслея и скелетона.

## Миссия
АЗОМФ поощряет сотрудничество между своими членами и представляет их интересы, занимаясь конкретными вопросами, связанными с зимними видами спорта в целом и с Олимпийскими играми в частности, также отвечает за выбор совместной делегации и / или назначение представителей зимних видов спорта в комиссиях Международного олимпийского комитета (МОК) и других международных организаций. Помимо других задач, АЗОМФ также занимается согласованием календаря соревнований, а также представлением в МОК предложений относительно распределения доли доходов от продажи телевизионных прав.

## Руководство
АЗОМФ управляется исполнительным органом, Советом, который состоит из пяти индивидуальных членов (президента и четырёх представителей разных федераций). Президент и все члены Совета избираются сроком на 4 года. Один из членов Совета избирается Генеральным секретарём. Казначей назначается Советом по предложению Президента и входит в Совет, но без права голоса.
| Должность             | Фамилия        | Страна         | Федерация                                   |
| --------------------- | -------------- | -------------- | ------------------------------------------- |
| Президент             | Иво Ферриани   | Италия         | Международная федерация бобслея и скелетона |
| Генеральный секретарь | Хайке Грёсванг | Германия       | Международная федерация бобслея и скелетона |
| Члены                 | Эйнарс Фогелис | Латвия         | Международная федерация санного спорта      |
| Члены                 | Ян Дейкема     | Нидерланды     | Международный союз конькобежцев             |
| Члены                 | Кейт Кейтнесс  | Великобритания | Всемирная федерация кёрлинга                |
| Члены                 | Олле Далин     | Швеция         | Международный союз биатлонистов             |
| Казначей              | Фреди Шмид     | Швейцария      | Международный союз конькобежцев             |

## Члены
В АЗОМФ входят 7 спортивных федераций.
| Федерация                                          | Год  | Вид спорта | Президент      | Вебсайт           |
| -------------------------------------------------- | ---- | --- | -------------- | ----------------- |
| Международный союз биатлонистов (МСБ)              | 1993 | Биатлон | Олле Далин     | biathlonworld.com |
| Международная федерация бобслея и скелетона (МФБС) | 1923 | Бобслей и скелетон | Иво Ферриано   | ibsf.org          |
| Всемирная федерация кёрлинга (ВКФ)                 | 1966 | Кёрлинг | Кейт Кейтнесс  | worldcurling.org  |
| Международная федерация хоккея на льду (ИИХФ)      | 1908 | Хоккей с шайбой | Рене Фазель    | iihf.com          |
| Международный союз конькобежцев (ИСУ)              | 1892 | Коньковые виды спорта (включая фигурное катание, конькобежный спорт и шорт-трек)                                      | Ян Дайкема     | isu.org           |
| Международная федерация санного спорта (ФИЛ)       | 1957 | Санный спорт | Эйнарс Фогелис | fil-luge.org      |
| Международная федерация лыжного спорта (ФИС)       | 1924 | Лыжный спорт (включая лыжные гонки, прыжки на лыжах с трамплина, лыжное двоеборье, горные лыжи, сноубординг, фристайл | Йохан Элиаш    | fis-ski.com       |